# Carmine Marcantonio
Carmine Marcantonio (ur. 21 listopada 1954 w Castel di Sangro) – kanadyjski piłkarz, dwukrotny reprezentant kraju.
Całą swoją zawodową karierę spędził w klubach północnej Ameryki. W 1976 roku wygrał z drużyną Toronto Metros-Croatia mistrzostwo North American Soccer League – rozgrywek piłkarskich odbywających się w Kanadzie i Stanach Zjednoczonych w latach 1968–1984.
24 września 1976 roku w Vancouver zadebiutował w reprezentacji Kanady w zremisowanym 1:1 z reprezentacją Stanów Zjednoczonych meczu w ramach eliminacji do mistrzostw świata w piłce nożnej w Argentynie. Kolejny (i zarazem ostatni) reprezentacyjny występ zaliczył ponad 4 lata później: 1 listopada 1980 roku zagrał 90 minut w wygranym 2:1 ze Stanami Zjednoczonymi meczu eliminacyjnym do mistrzostw świata w piłce nożnej w Hiszpanii.